# Torneo de Astaná 2021
El Astana Open 2021 fue un torneo de tenis perteneciente al ATP Tour 2021 y al WTA Tour 2021 en las categorías ATP Tour 250 y WTA 250. El torneo tuvo lugar en la ciudad de Nur-Sultán (Kazajistán), desde el 20 hasta el 26 de septiembre de 2021 para los hombres y desde el 26 de septiembre al 3 de octubre de 2021 para las mujeres, sobre pistas rápidas.

## Distribución de puntos
| Modalidad            | Campeón | Finalista | Semifinales | Cuartos de final | 2ª ronda | 1ª ronda | Clasificados | 2ª ronda de clasificación | 1ª ronda de clasificación |
| Individual masculino | 250     | 165       | 100         | 50               | 25       | 0        | 13           | 7                         | 0                         |
| Dobles masculino     | 250     | 150       | 90          | 45               | 20       | 0        | -            | -                         | -                         |

| Modalidad           | Campeona | Finalista | Semifinales | Cuartos de final | 2ª ronda | 1ª ronda | Clasificadas | 3ª ronda de clasificación | 2ª ronda de clasificación | 1ª ronda de clasificación |
| Individual femenino | 280      | 180       | 110         | 60               | 30       | 1        | 18           | 14                        | 10                        | 1                         |
| Dobles femenino     | 280      | 180       | 110         | 60               | -        | 1        | -            | -                         | -                         | -                         |

## Cabezas de serie

### Individuales masculino
| Tenista          | Ranking | Preclasificado |
| Aslán Karátsev   | 25      | 1              |
| Aleksandr Búblik | 34      | 2              |
| Dušan Lajović    | 36      | 3              |
| Filip Krajinović | 37      | 4              |
| John Millman     | 43      | 5              |
| Benoît Paire     | 48      | 6              |
| Laslo Djere      | 50      | 7              |
| Ilya Ivashka     | 53      | 8              |

- Ranking del 13 de septiembre de 2021.[3]

### Dobles masculino
| Tenista                             | Ranking | Preclasificados |
| Santiago González Andrés Molteni    | 112     | 1               |
| Andrey Golubev Aleksandr Nedovyesov | 117     | 2               |
| Marcelo Demoliner Rafael Matos      | 126     | 3               |
| André Göransson Andrea Vavassori    | 143     | 4               |

### Individuales femenino
| Tenista             | Ranking | Preclasificada |
| Yulia Putintseva    | 44      | 1              |
| Alison Van Uytvanck | 57      | 2              |
| Kristina Mladenovic | 68      | 3              |
| Greet Minnen        | 75      | 4              |
| Ana Konjuh          | 77      | 5              |
| Rebecca Peterson    | 78      | 6              |
| Varvara Gracheva    | 82      | 7              |
| Clara Burel         | 91      | 8              |

- Ranking del 13 de septiembre de 2021.

### Dobles femenino
| Tenista                              | Ranking | Preclasificada |
| Greet Minnen Alison Van Uytvanck     | 138     | 1              |
| Anna Blinkova Anna Danilina          | 149     | 2              |
| Anna-Lena Friedsam Monica Niculescu  | 160     | 3              |
| Varvara Gracheva Oksana Kaláshnikova | 235     | 4              |

## Campeones

### Individual masculino
Soon-Woo Kwon venció a  James Duckworth por 7-6(8-6), 6-3

### Individual femenino
Alison Van Uytvanck venció a  Yulia Putintseva por 1-6, 6-4, 6-3

### Dobles masculino
Santiago González /  Andrés Molteni vencieron a  Jonathan Erlich /  Andrei Vasilevski por 6-1, 6-2

### Dobles femenino
Anna-Lena Friedsam /  Monica Niculescu vencieron a  Angelina Gabueva /  Anastasia Zakharova por 6-2, 4-6, [10-5]